# فرزنیوس

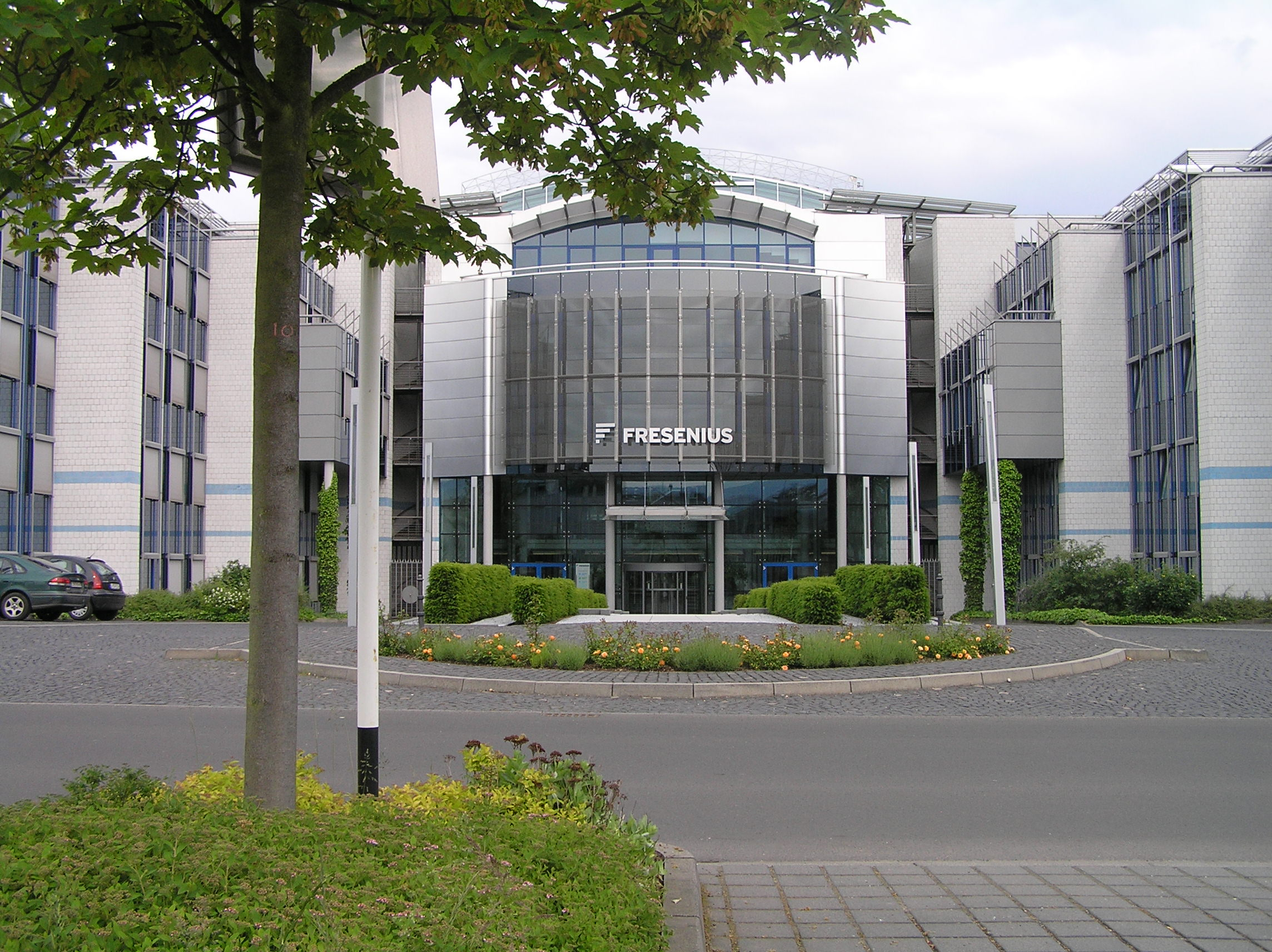
دفتر مرکزی فرزنیوس، در باد همبورگ فور در هوهه

فرزنیوس (به آلمانی: Fresenius) شرکت تجهیزات پزشکی آلمانی است، که دفتر مرکزی آن، در شهر باد همبورگ فور در هوهه، آلمان مستقر می‌باشد. 
گروه فرزنیوس خدمات دیالیز را برای بیمارستان‌ها و کلینیک‌های سرتاسر جهان ارائه می‌کند. گذشته از این، این شرکت در زمینه مدیریت بیمارستان‌ها، همچنین ارائه خدمات مهندسی پزشکی و خدمات صنعتی، برای مراکز پزشکی و بهداشتی فعالیت می‌نماید.
فرزنیوس از چهار بخش تشکیل شده، که عبارتند از: فرزنیوس مدیکال کر، فرزنیوس هلیوس، فرزنیوس کابی و فرزنیوس ویمد. این شرکت در بیش از ۱۰۰ کشور جهان خدمات و محصولات خود را توزیع می‌کند. شمار کارکنان این شرکت بیش از ۱۳۷ هزار نفر است. 
شرکت فرزنیوس همچنین، مالک شبکه هلیوس کلینیک، با بیش از ۶۰ بیمارستان و در مجموع ۱۸،۵۰۰ تخت می‌باشد، که خدمات درمانی به بیش از ۲ میلیون نفر را در سال ارائه می‌دهد. 